# میرزا حسین‌خان آجودانباشی

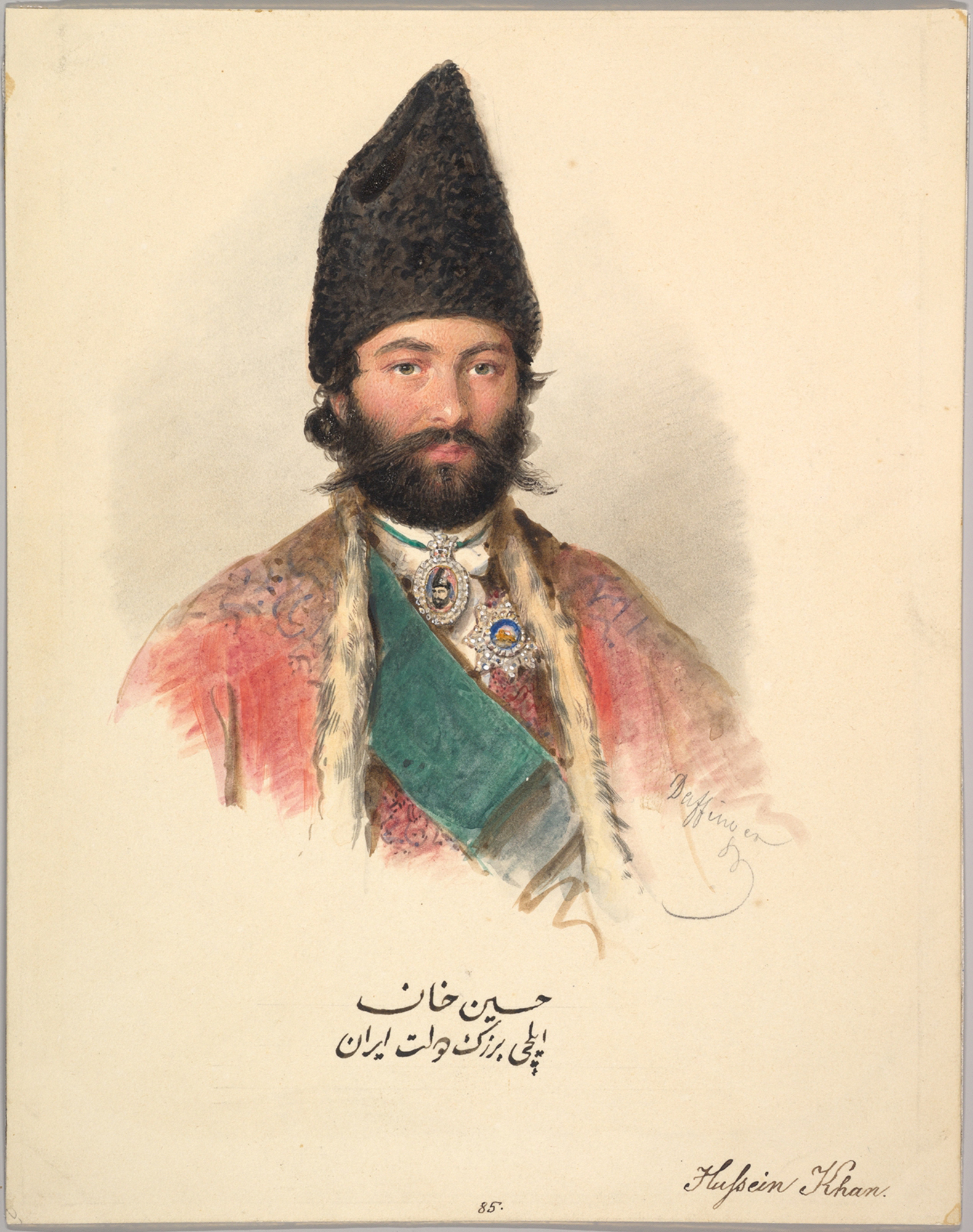
تک‏چهره میرزا حسین‌خان آجودانباشی (۱۸۳۹)، اثر موریتس میشائل دافینگر، از مجموعه موزه متروپولیتن.

میرزا حسین‌خان آجودانباشی یا حسین‌پاشاخان مقدم مراغه دیپلمات دوره قاجار بود. 
آجودانباشی از خاندان مقدم بود که حاکمان خانات مراغه بودند. او در سال ۱۸۳۹ از طرف محمدشاه قاجار به دنبال کشمکش‌های ایران و بریتانیا بر سر شهر هرات به فرانسه فرستاد شد. در میانه این کشمکش بریتانیا قصد داشت تا هیئت دیپلماتیک خود را از تهران احضار کند و از جنوب وارد خاک ایران شود و جزیره خارک را متصرف شده و از آنجا به بوشهر حمله کند.
با فرستادن حسین‌خان، محمدشاه بار دیگر روابط دیپلماتیک ایران و فرانسه را برقرار ساخت. هیئت دیپلماتیک ایران به حضور لوئی فیلیپ رسید و کمک نظامی درخواست کرد. در نتیجه هیئتی از افسران فرانسوی از طرف پادشاه فرانسه فرمان یافتند تا با آجودانباشی به ایران روند.
میرزا حسین‌خان در طول این مأموریت به عنوان سفیر فوق‌العاده به وین و لندن نیز سفر کرد که در آنجا پالمرستون نخست‌وزیر بریتانیا از پذیرفتن او خودداری کرد. پاشاخان در سال ۱۸۶۶-۶۷ درگذشت. از او پسری به نام علی‌خان مقدم مشیرالوزاره باقی ماند که در سال ۱۸۸۴ از دنیا رفت و او را نباید با حاج علی خان حاجب‌الدوله قاتل امیرکبیر اشتباه کرد.
از دیگر القاب حسین‌پاشاخان، نظام‌الدوله و صاحب‌اختیار بوده است.